# Vochysia neyratii
Vochysia neyratii är en tvåhjärtbladig växtart som beskrevs av D. Normand. Vochysia neyratii ingår i släktet Vochysia och familjen Vochysiaceae. Inga underarter finns listade i Catalogue of Life.